# Lightweight Helmet

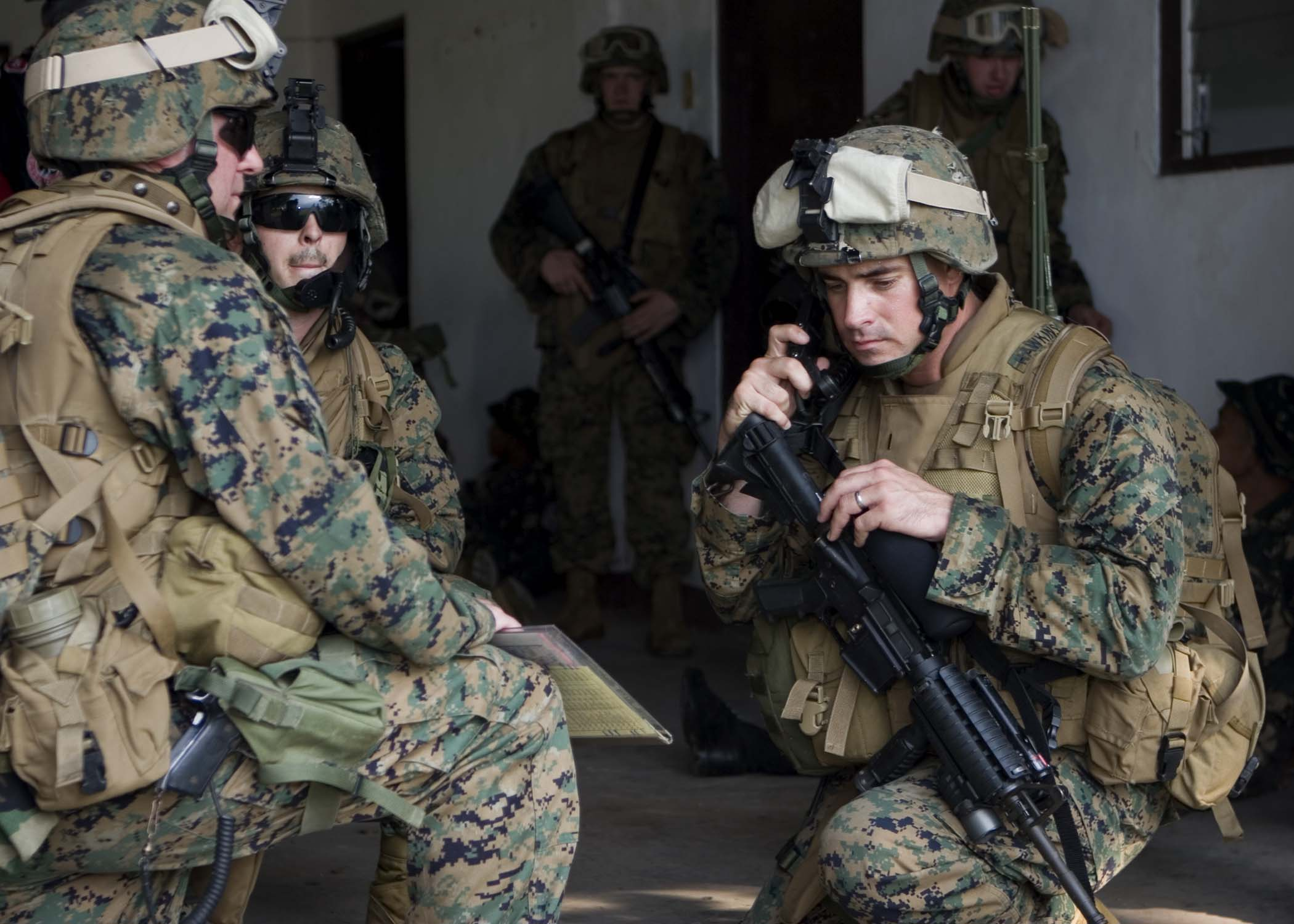
Marines américains portant le casque Lightweight Helmet

Le Lightweight Helmet (casque léger) est le remplaçant pour le corps des marines américain du casque de combat PASGT. Il est difficile, pour des yeux non experts, de le différencier du casque PASGT, ses formes étant presque identiques. En dehors des Marines, il est aussi appelé le casque Fritz du fait de sa ressemblance avec l'ancien casque allemand, ou K-Pot du fait de sa construction en Kevlar. Bien que plus lourd que l Advanced Combat Helmet (en) de l'US Army, sa plus grande taille offre une meilleure protection. Il est plus léger que le PASGT et doté d'une sangle en V au niveau du cou et d'une forme plus adaptée, il est aussi beaucoup plus confortable que celui-ci. Le Lightweight Helmet est entré en service à la fin de 2004 et a complètement remplacé le PASGT en 2009.
Comme le casque PASGT, il est de couleur vert olive, et peut être équipé d'un couvre-casque en tissu avec motif de camouflage MARPAT désert ou forêt, ainsi qu'un support de fixation sur la face avant, pour toute sorte de dispositif de vision nocturne, comme les lunettes de vision nocturne AN/PVS-7 ou le système de vision nocturne monoculaire AN/PVS-14. Les Marines sont actuellement dotés de casques avec une suspension en écharpe ou d'un coussinet de suspension pour adapter l'intérieur du casque à la tête. Un système de protection de la nuque qui ajoute une protection balistique à l'arrière de la tête a également été ajouté pour réduire la pression et améliorer le confort à l'arrière du cou.

## Utilisateurs
- États-Unis
  - United States Marine Corps & Fleet Marine Force